# Temporada 1983-84 de los Portland Trail Blazers
La temporada 1983-84 fue la deciomocuarta de los Portland Trail Blazers en la NBA. La temporada regular acabó con 48 victorias y 34 derrotas, ocupando el tercer puesto de la conferencia Oeste, clasificándose para los playoffs, en los que cayeron en primera ronda ante los Phoenix Suns.

## Elecciones en elDraft
| Ronda | Puesto | Jugador           | Posición | Nacionalidad   | Universidad |
| ----- | ------ | ----------------- | -------- | -------------- | ----------- |
| 1     | 14     | Clyde Drexler     | Escolta  | Estados Unidos | Houston     |
| 2     | 39     | Granville Waiters | Pívot    | Estados Unidos | Ohio State  |
| 3     | 62     | Tom Piotrowski    | Pívot    | Estados Unidos | La Salle    |

## Temporada regular
| División Pacífico        | División Pacífico | División Pacífico | División Pacífico | División Pacífico | División Pacífico | División Pacífico | División Pacífico | División Pacífico |
| Equipo                   | G                 | P                 | %                 | PD                | Casa              | Fuera             | Div               |                   |
| ------------------------ | ----------------- | ----------------- | ----------------- | ----------------- | ----------------- | ----------------- | ----------------- | ----------------- |
| y-Los Angeles Lakers     | 54                | 28                | .659              | –                 | 28–13             | 26–15             | 18–12             |                   |
| x-Portland Trail Blazers | 48                | 34                | .585              | 6                 | 33–8              | 15–26             | 17–13             |                   |
| x-Seattle SuperSonics    | 42                | 40                | .512              | 12                | 32–9              | 10–31             | 14–16             |                   |
| x-Phoenix Suns           | 41                | 41                | .500              | 13                | 31–10             | 10–31             | 16–14             |                   |
| Golden State Warriors    | 37                | 45                | .451              | 17                | 27–14             | 10–31             | 13–17             |                   |
| San Diego Clippers       | 30                | 52                | .366              | 24                | 25–16             | 5–36              | 12–18             |                   |

## Playoffs

### Primera ronda
Portland Trail Blazers vs. Phoenix Suns 
| Fecha       | Partido                                      | Ciudad   |
| ----------- | -------------------------------------------- | -------- |
| 18 de abril | Portland Trail Blazers 106, Phoenix Suns 113 | Portland |
| 20 de abril | Portland Trail Blazers 122, Phoenix Suns 116 | Portland |
| 22 de abril | Phoenix Suns 106, Portland Trail Blazers 103 | Phoenix  |
| 24 de abril | Phoenix Suns 110, Portland Trail Blazers 113 | Phoenix  |
| 26 de abril | Portland Trail Blazers 105, Phoenix Suns 117 | Portland |
|             | Phoenix Suns gana las series 2-3             |          |

## Estadísticas
| Rk | Jugador           | Edad | P  | PT | MP   | TC  | TCI  | %TC  | T3  | T3I | %T3  | TL  | TLI | %TL   | RO  | RD  | RT  | AS  | RB  | TAP | BP  | FP  | PTS  |
| -- | ----------------- | ---- | -- | -- | ---- | --- | ---- | ---- | --- | --- | ---- | --- | --- | ----- | --- | --- | --- | --- | --- | --- | --- | --- | ---- |
| 1  | Mychal Thompson   | 29   | 79 | 74 | 33.5 | 6.2 | 11.8 | .524 | 0.0 | 0.0 | .000 | 3.4 | 5.1 | .667  | 3.0 | 5.7 | 8.7 | 3.9 | 1.1 | 1.4 | 3.0 | 3.0 | 15.7 |
| 2  | Calvin Natt       | 27   | 79 | 74 | 33.4 | 6.3 | 10.8 | .583 | 0.0 | 0.2 | .118 | 3.5 | 4.4 | .797  | 2.1 | 3.9 | 6.0 | 2.3 | 0.9 | 0.3 | 2.1 | 2.8 | 16.2 |
| 3  | Jim Paxson        | 26   | 81 | 81 | 33.2 | 8.4 | 16.3 | .514 | 0.2 | 0.7 | .288 | 4.3 | 5.1 | .841  | 0.8 | 1.3 | 2.1 | 3.1 | 1.5 | 0.1 | 1.8 | 2.0 | 21.3 |
| 4  | Kenny Carr        | 28   | 82 | 57 | 29.9 | 6.3 | 11.3 | .561 | 0.0 | 0.1 | .000 | 3.0 | 4.5 | .673  | 2.5 | 5.3 | 7.8 | 1.9 | 0.8 | 0.4 | 2.5 | 3.3 | 15.6 |
| 5  | Darnell Valentine | 24   | 68 | 60 | 27.8 | 3.7 | 8.3  | .447 | 0.0 | 0.0 | .000 | 2.9 | 3.6 | .789  | 0.7 | 1.1 | 1.9 | 5.8 | 1.6 | 0.1 | 2.2 | 2.6 | 10.2 |
| 6  | Fat Lever         | 23   | 81 | 22 | 24.8 | 3.9 | 8.7  | .447 | 0.0 | 0.2 | .200 | 2.0 | 2.6 | .743  | 1.2 | 1.5 | 2.7 | 4.6 | 1.7 | 0.4 | 1.5 | 2.2 | 9.7  |
| 7  | Wayne Cooper      | 27   | 81 | 38 | 20.5 | 3.8 | 8.2  | .459 | 0.0 | 0.1 | .000 | 2.3 | 2.8 | .804  | 2.2 | 3.7 | 5.9 | 0.9 | 0.3 | 1.3 | 1.4 | 3.0 | 9.8  |
| 8  | Clyde Drexler     | 21   | 82 | 3  | 17.2 | 3.1 | 6.8  | .451 | 0.0 | 0.0 | .250 | 1.5 | 2.1 | .728  | 1.4 | 1.5 | 2.9 | 1.9 | 1.3 | 0.4 | 1.5 | 2.5 | 7.7  |
| 9  | Audie Norris      | 23   | 79 | 1  | 14.6 | 1.6 | 3.1  | .504 | 0.0 | 0.0 |      | 1.3 | 1.9 | .698  | 1.0 | 2.2 | 3.3 | 1.0 | 0.4 | 0.4 | 1.4 | 2.9 | 4.5  |
| 10 | Eddie Jordan      | 29   | 13 | 0  | 14.1 | 1.0 | 3.2  | .317 | 0.0 | 0.2 | .000 | 0.5 | 0.8 | .700  | 0.2 | 0.8 | 1.0 | 3.0 | 1.6 | 0.0 | 1.4 | 2.5 | 2.5  |
| 11 | Jeff Lamp         | 24   | 64 | 0  | 10.3 | 2.0 | 4.1  | .490 | 0.0 | 0.2 | .154 | 0.9 | 1.0 | .896  | 0.4 | 0.6 | 1.0 | 0.8 | 0.3 | 0.1 | 0.8 | 1.0 | 5.0  |
| 12 | Pete Verhoeven    | 24   | 43 | 0  | 7.6  | 1.2 | 2.3  | .500 | 0.0 | 0.0 | .000 | 0.4 | 0.6 | .680  | 0.6 | 0.8 | 1.4 | 0.5 | 0.5 | 0.3 | 0.5 | 1.7 | 2.7  |
| 13 | Tom Piotrowski    | 23   | 18 | 0  | 4.3  | 0.7 | 1.4  | .462 | 0.0 | 0.0 |      | 0.3 | 0.3 | 1.000 | 0.3 | 0.6 | 0.9 | 0.3 | 0.1 | 0.2 | 0.3 | 1.2 | 1.7  |

## Galardones y récords
| Jugador    | Galardón                              |
| Jim Paxson | 2.º Mejor quinteto de la NBA All-Star |